# Nesmy

Nesmy este o comună în departamentul Vendée, Franța. În 2009 avea o populație de 2,554 de locuitori.